# L'indagine
L'indagine (Śledztwo), edito anche come L'indagine del tenente Gregory, è un romanzo di fantascienza del 1959 dello scrittore polacco Stanisław Lem.

## Trama
In Inghilterra, dalle camere mortuarie e dagli obitori scompaiono i cadaveri.
Le indagini, condotte dal tenente Gregory di Scotland Yard, su incarico dell'ispettore capo Sheppard, portano dapprima a pensare a un maniaco che ruba i corpi, ma successivamente - anche a seguito delle deduzioni del dott. Sciss, biologo e statistico - l'unica soluzione possibile pare possa essere soltanto quella che i cadaveri si stanno risvegliando e si muovono autonomamente.
Quando il fenomeno si attenua, l'unica spiegazione che verrà data per tranquillizzare la popolazione sarà quella di incolpare un autotrasportatore, casuale vittima di un incidente stradale nelle vicinanze di un luogo di ritrovamento.

## Edizioni
- Śledztwo, Wydawnictwo Ministerstwa Obrony Narodowej, 1959.
- L'indagine, traduzione di Lorraine De Salle, Collana Narrativa, Milano, Rusconi, settembre 1984,  p. 212. [copertina di H. Wendel]
- L'indagine, traduzione di Lorraine De Salle, Collana Classici Urania n°153, Milano, Mondadori, dicembre 1989,  p. 207. [copertina di Oscar Chichoni ]
- L'indagine del tenente Gregory, traduzione di Vera Verdiani, Collana Varianti, Torino, Bollati Boringhieri, 2007,  p. 174. - Collana Oscar Moderni, Milano, Mondadori, 2022, ISBN 978-88-047-5896-9.